# Luis Guzmán Rubio
Luis Guzmán Rubio (Cuenca, 28 de junio de 1922-Tarragona, 4 de septiembre de 2015) fue un folclorista y músico español, especialmente vinculado a la provincia de Palencia y más concretamente a la Montaña Palentina.
Hijo primogénito del músico y compositor Antonio Guzmán Ricis, autor del Himno de Palencia, nació circunstancialmente en Cuenca a consecuencia del trabajo de su padre. A los dos años su familia se desplazó a Palencia, donde su padre ejerció de director de la banda municipal de música.
Comenzó su labor recopilatoria en 1944 mientras dirigía la academia de música y la banda municipal de Cervera de Pisuerga, con el objetivo de salvaguardar y recuperar el folclore y la tradición oral (canciones, danzas, romances, piezas de dulzaina, etc.) del norte de Palencia, lo que le convierte en un pionero en este ámbito. Mientras ejercía de maestro en Tremaya conoció a la que sería su esposa, Cristina Francisco Buedo.
En 1965 se desplazó por motivos laborales a Tarragona, si bien siguió vinculado a la provincia de Palencia durante el resto de su vida.
En 2011 publicó el Cancionero musical de la lírica y costumbres populares de la Montaña Palentina con la colaboración del etnógrafo Carlos Porro. En él se incluyen la amplia variedad de temas musicales recopilados por él mismo en el norte de la provincia desde los años cuarenta, además de unas reseñas biográficas, una selección de fotografías y una descripción de las costumbres montañesas.
En abril de 2015, pocos meses antes de su fallecimiento, recibió el I Premio Provincial de Folclore José María Silva, concedido por la Diputación de Palencia.
Fue tío del pintor palentino Antonio Guzmán Capel.